# Bonus (Zeitschrift)
Bonus war eine Schweizer Monatszeitschrift, welche von 1988 bis 1996 herausgegeben wurde. Die Publikation aus Zürich war die längste Zeit ihrer Existenz die Hauspostille des Senders Radio 24 und erschien hauptsächlich als Gratisbeilage des Tages-Anzeigers. Zeitweise erreichte sie 350.000 Haushalte.
Das Magazin wurde von Radio-24-Macher Roger Schawinski als Bonus 24 gegründet und erschien erstmals im März 1988. Nebst dem Tages-Anzeiger lag es damals dem Tagblatt der Stadt Zürich bei. Erster Chefredaktor war Walter Bretscher. Bonus 24 richtete sich an Leser im Alter zwischen 15 und 40 Jahren und enthielt nebst Themen rund um Radio-24-Sendungen «recherchierte Stories und Service-Elemente aus den Bereichen Kultur, Konsum und Unterhaltung.» Dazu gehörte auch die Comicserie WG Hardbrugg, welche den Stadtrat parodierte, mit Texten unter anderem von Domenico Blass und Illustrationen von René Baumann. In der Rubrik Slängikon wurden Zürcher Slang-Ausdrücke gesammelt und erklärt.
In einer Rückschau auf das Heft, welche im Jahr 1996 in der NZZ erschien, wurde der Stil des «Boulevardmagazins» als «nass-forsch, fröhlich, frei» und «rotzfrech-albern» bezeichnet, und es wurde konstatiert, dass die Gürtellinie dem Magazin keine journalistische Grenzen gesetzt habe. Aufsehen erregte unter anderem, als im Jahr 1989 der Zürcher Stadtrat Jörg Kaufmann in einem Interview mit Bonus 24 den Künstler und notorischen Schwarzfahrer Peter Kraska als «totalen Spinner» bezeichnet hatte und darauf von diesem erfolglos verklagt wurde. Nach einem negativen Bericht über den damaligen SVP-Regierungsratskandidaten Ueli Maurer im Jahr 1991 zogen die bürgerlichen Regierungsräte aus Protest ihre Teilnahme an einer Podiumsdiskussion von Radio 24 zurück und schrieben einen geharnischten Brief. Und im Jahr 1992 kam es zum Eklat zwischen Bonus und dem Tages-Anzeiger, als ein geplanter Artikel von Marianne Weissberg über die Penislänge nach Einspruch der Tagi-Macher zurückgezogen werden musste und das Blatt an entsprechender Stelle mit weissen Seiten erschien.
Im Zuge der Blattgeschichte wurde die Tages-Anzeiger-Herausgeberin TA-Media AG Mitbesitzerin von Bonus und übernahm das Magazin im Jahr 1995 vollständig. Nach einer Neugestaltung im Februar 1996 wurde das Heft im September aus wirtschaftlichen Gründen eingestellt.